# الکتروم

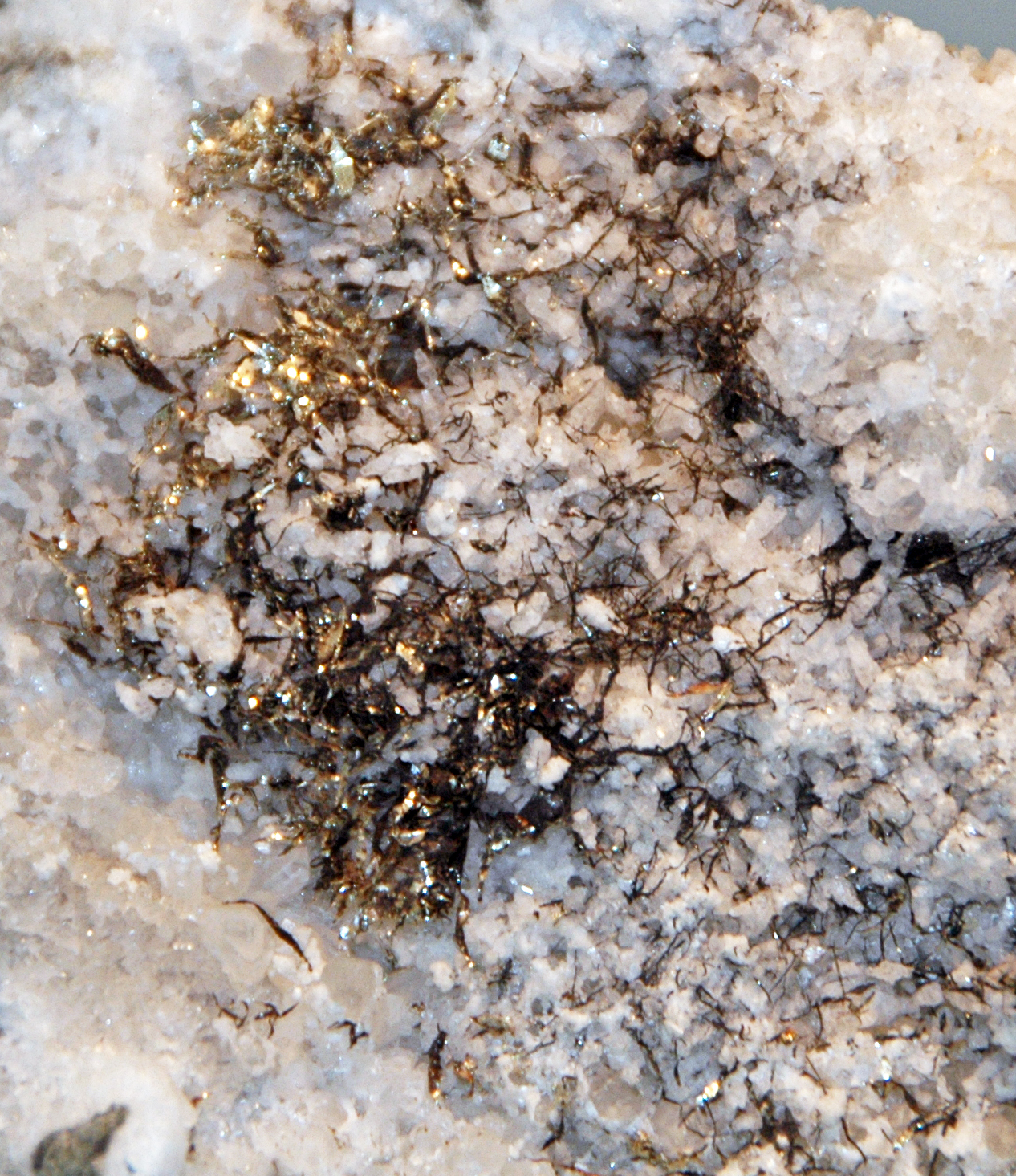
سیم‌های الکتروم طبیعی بر روی کوارتز، نمونه ای تاریخی در معدن قدیمی Smuggler-Union، تلیوراید، کلرادو، آمریکا

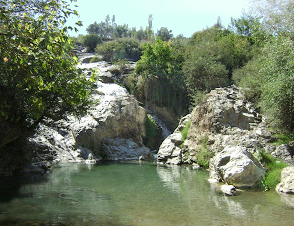
رودخانه پاکتولوس، که لیدیه از آن الکتروم را برای ضرب سکه اولیه خود به دست آورد

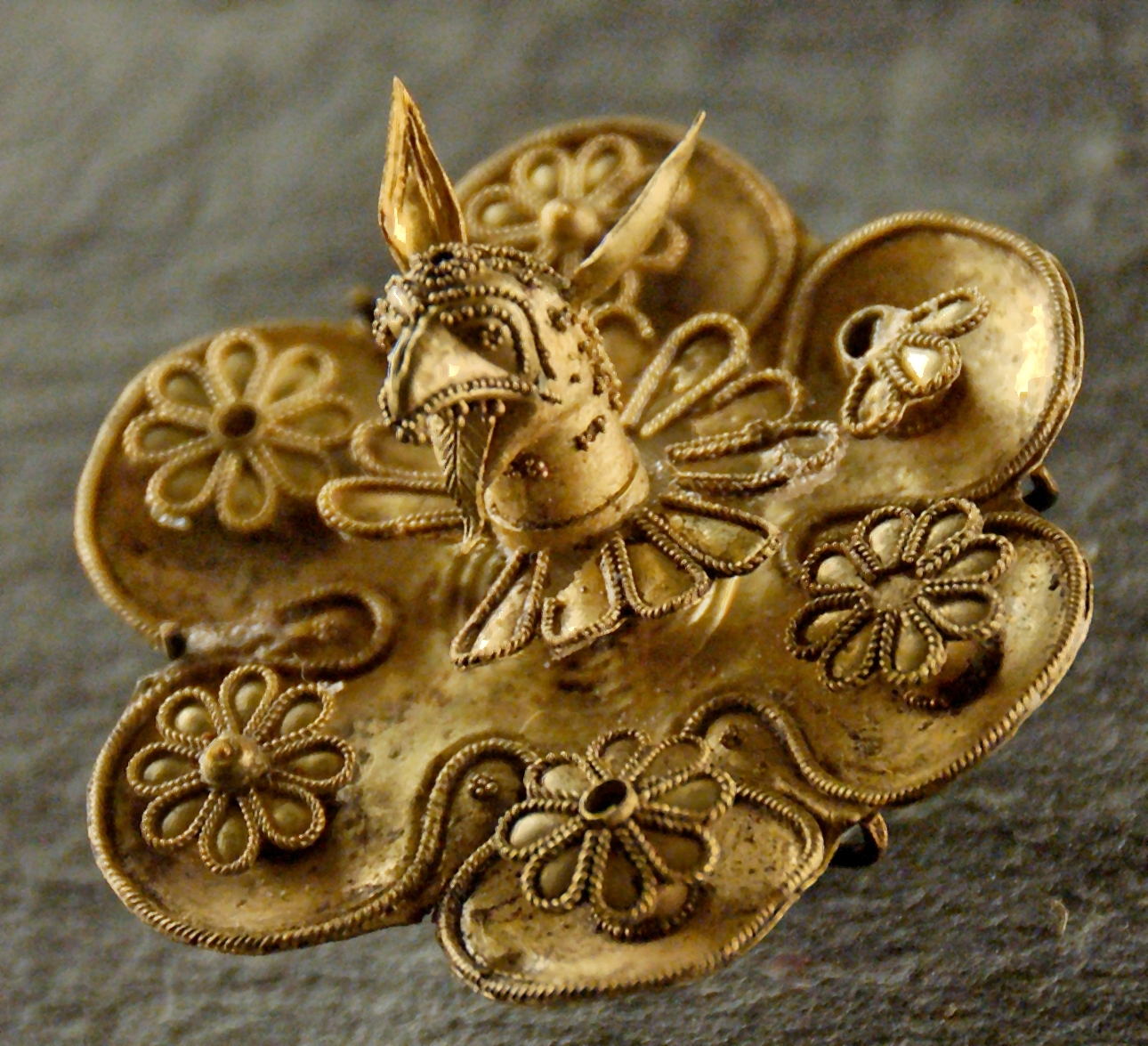
سنجاق سینه گریفین (شیردال)، در گورستان شهر کامریوس، رودس، ۶۰۰ تا ۶۲۵ قبل از میلاد مسیح(موزه لوور)

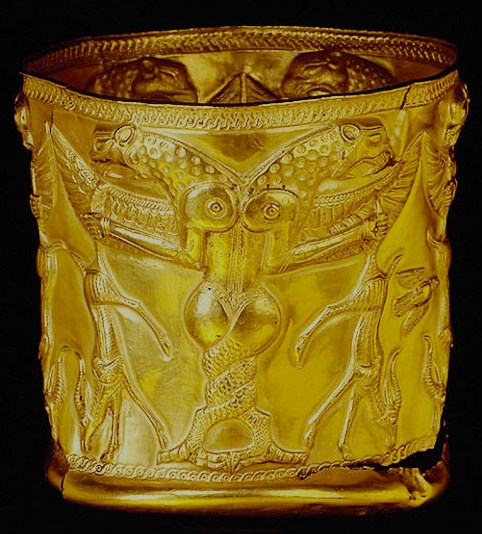
جام هیولای دوسر و غزال از جنس الکتروم از تمدن مارلیک در گیلان کنونی

الکتروم، آلیاژی طبیعی تشکیل شده از طلا و نقره است که مقادیر کمی مس و دیگر فلزات را نیز دارد. در یونان باستان به آن طلا یا طلای سفید می‌گفتند که در مقابل طلای پالایش شده قرار داشت. رنگ آن از زرد رنگ پریده تا زرد درخشان متغیر است که این رنگ به نسبت طلا و نقره به کار رفته در آن بستگی دارد. این آلیاژ به‌طور مصنوعی نیز تولید شده که به عنوان طلای سبز شناخته می‌شود.
مقدار طلای الکتروم طبیعی در نوع آناتولی غربی جدید از ۷۰ تا ۹۰ درصد متغیر است که در مقابل، مقدار طلای ۴۵ تا ۵۵ درصدی طلا در الکتروم بکار رفته در ضرب سکه باستانی در لیدیه بود که در همان ناحیه جغرافیایی قرار داشته‌است. این نشان می‌دهد که یک دلیل برای اختراع ضرب سکه در آن ناحیه، افزایش سود حاصل از ضرب سکه با ایجاد یک واحد پولی با مقدار طلای کمتر نسبت به فلز متداول در گردش آن زمان بوده‌است.
الکتروم در اوایل هزاره سوم پیش از میلاد در پادشاهی باستانی مصر، بعنوان پوشش بیرونی هرم در بالای هرم‌های باستانی مصر و ستون‌های هرمی شکل ناقص بکار برده شده‌است. همچنین از این آلیاژ در ساخت ظروف محتوی نوشیدنی استفاده می‌شود. نخستین سکه‌های فلزی از الکتروم ساخته شده‌اند. تاریخ ساخت آن به انتهای قرن هفتم یا آغاز قرن ششم پیش از میلاد برمی گردد. چندین دهه است که مدال‌های اعطاشده بعنوان جایزه نوبل از طلای سبز آبکاری شده با طلا ساخته شده‌اند (طلای سبز ساخته شده با روکش طلا).

## ریشه‌شناسی
نام «الکتروم»، صورت لاتین کلمه یونانی الکترون است که در ادیسه به ماده ای فلزی شامل طلای آلیاژ شده با نقره اشاره دارد. همین کلمه برای مادهٔ کهربا نیز بکار برده می‌شد که دلیل آن به دلیل رنگ زرد «رنگ پریده» در برخی گونه‌های معین کهربا است. به دلیل خواص الکترواستاتیک کهرباست که کلمات انگلیسی مدرن «الکترون» و «الکتریسیته» مشتق شده‌اند. در دوران باستان، از الکتروم بعنوان طلای سفید یاد می‌شد اما به‌طور دقیق‌تر، می‌توان از آن با عنوان «طلای رنگ پریده» نام برد زیرا این ماده معمولاً «زرد رنگ پریده» یا به رنگ «سفید رو به زرد» است. امروزه هنگام استفاده از عبارت طلای سفید معمولاً به طلای آلیاژ شده با هریک از عناصر نیکل، نقره، پلاتین و پالادیوم برای ایجاد طلایی با رنگ نقره‌ای اشاره می‌شود.

## ترکیب
الکتروم عمدتاً از طلا و نقره تشکیل می‌شود اما گاهی مقادیر کمی از پلاتین، مس و دیگر فلزات نیز در آن یافت می‌شود. نام آن غالباً و به‌طور غیررسمی برای ترکیباتی با ۲۰ تا ۸۰ درصد طلا و ۲۰ تا ۸۰ درصد نقره به کار می‌رود. اما بسته به عنصر غالب موجود در الکتروم، این ترکیبات مستقیماً طلا یا نقره نامیده می‌شوند. آنالیز الکتروم به کار رفته از سکه‌های ضرب شده به جا مانده از یونان باستان از حدود ۶۰۰ پیش از میلاد نشان می‌دهد که مقدار طلا حدود ۵۵٫۵ درصد در سکه‌های ضرب شده در شهر فوکایا بوده‌است. در اوایل دوره کلاسیک، مقدار طلای الکتروم از ۴۶ درصد در شهر فوکایا تا ۴۳ درصد در شهر موتیلنه متغیر بوده‌است. در سکه‌های بعدی به جا مانده از این نواحی یعنی از ۳۲۶ سال پیش از میلاد مسیح، مقدار متوسط طلا از ۴۰ تا ۴۱ درصد بوده‌است. در عصر هلینیستی، سکه‌های الکتروم با نسبت کاهش یافته‌ای از طلا به وسیله کارتاژین‌ها ضرب شده‌اند. در اواخر امپراتوری روم شرقی که به وسیله قسطنطنیه (استانبول فعلی) اداره می‌شده، درصد خلوص سکه طلا کاهش یافت و شروع به استفاده از آلیاژی که می‌توان آن را الکتروم نامید شده‌است.

## تاریخچه

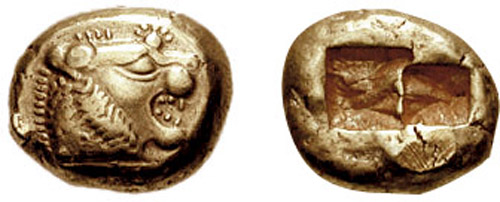
سکه الکتروم از سده ششم پیش از میلاد در لیدیه

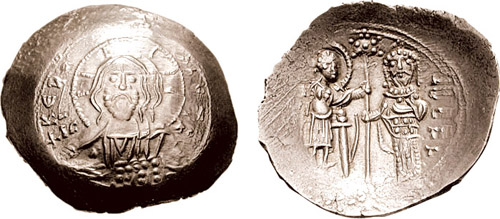
سکه الکتروم از امپراتوری روم شرقی در تسالونیکی

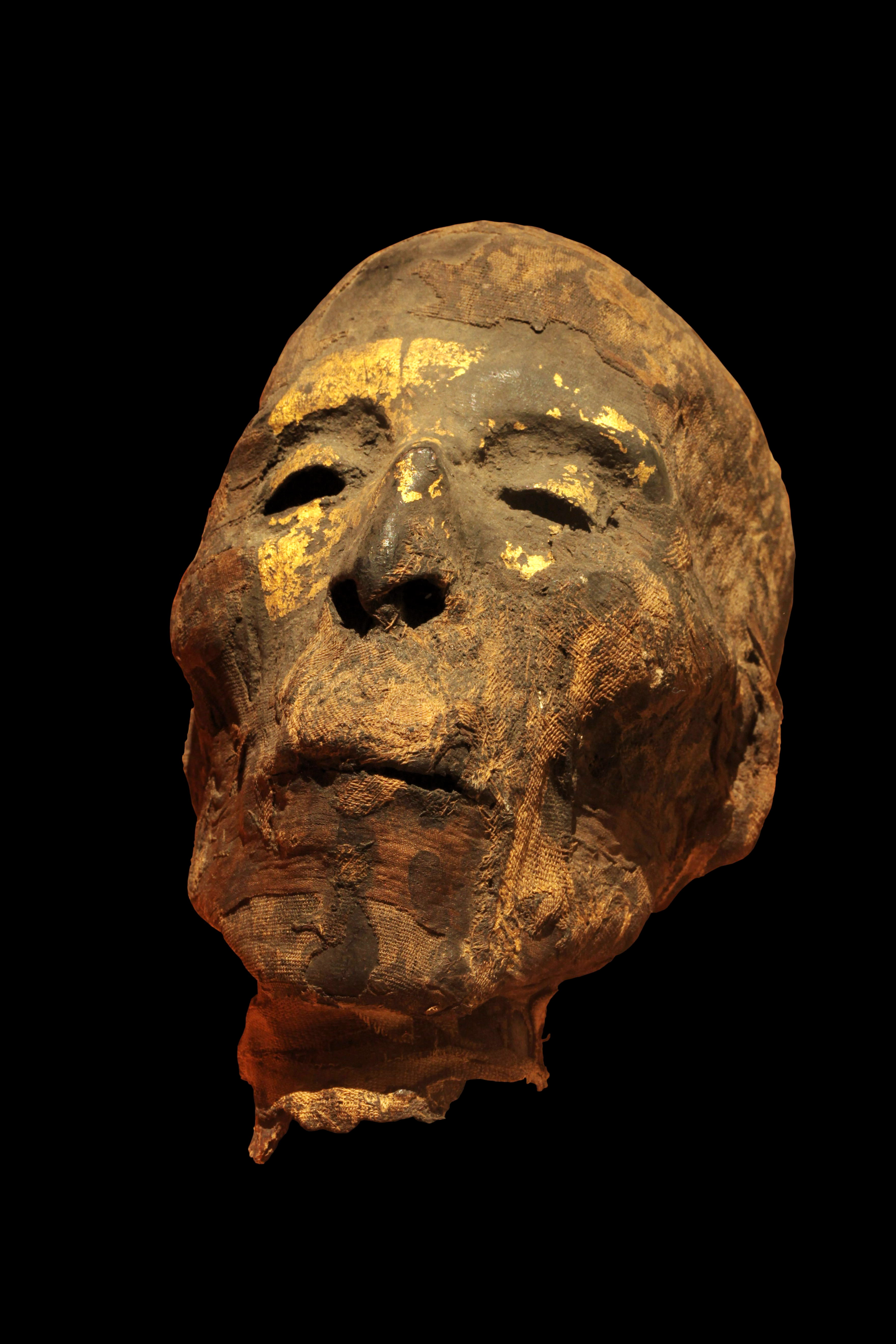
مرد مومیایی شده با سر پوشیده شده از الکتروم، مربوط به مصر باستان، دوره روم، قرن دوم پس از میلاد (موزه هنرهای زیبای لیون)

الکتروم در گزارشی که فرعون ساحورع از سلسله پنجم مصر فرستاده بود ذکر شده‌است. همچنین پلینیوس در کتاب تاریخ طبیعی خود به بحث دربارهٔ آن پرداخته‌است. الکتروم همچنین در کتاب مقدس عبری ذکر شده‌است، که گفته شده‌است که حزقیال پیامبر آن را روی ارابه آسمانی یَهُوَه دیده‌است.

### ضرب اولیه سکه
قدمت نخستین سکه‌های شناخته شده الکتروم یعنی سکه‌های لیدیهای و یونان شرقی یافت شده زیر معبد آرتمیس در افسوس (شهر) به ربع قرن آخر سده هفتم پیش از میلاد برمی گردد (۶۰۰–۶۲۵ پیش از میلاد). باور بر آن است که الکتروم در سکه‌ها در لیدیه در طول دوره سلطنت الیاتس در ۶۰۰ پیش از میلاد استفاده شده‌است.
الکتروم نسبت به طلا بسیار بهتر بود احتمالاً به این دلیل که سخت‌تر بوده و دوام بیشتری داشت. همچنین به این دلیل که روش‌های مربوط به پالایش طلا در آن زمان گسترده بود. تفاوت بین مقدار طلای الکتروم بکاررفته در آناتولی غربی مدرن (۹۰–۷۰ درصد) و سکه‌های لیدیایی باستان (۴۵–۵۵ درصد) نشان می‌دهد که لیدیایی‌ها پیشتر مسئله پالایش نقره را حل کرده و چندین دهه پیش از بکارگیری سکه‌های خالص نقره که در زیر به آن ارجاع شده‌است، نقره پالایش یافته را به الکتروم محلی می‌افزودند.در لیدیه، الکتروم به شکل سکه‌هایی به وزن ۴٫۷ گرم (۰٫۱۷ اونس) ضرب می‌شد که هر سکه یک سوم ارزش استاتر (به معنی استاندارد) را داشت. سه عدد از این سکه‌ها به وزن تقریبی ۱۴٫۱ گرم (۰٫۵۰اونس) ارزش کلی یک استاتر را داشت که پرداختی ماهانه به یک سرباز بود. برای تعریف استاتر باید گفت که این تقسیم‌بندی‌ها انجام می‌شد:
تریته (یک سوم)، هکته (یک ششم) و مانند اینها شامل یک بیست وچهارم از یک استاتر و حتی کمتر از این تا یک چهل وهشتم و یک نود و ششم یک استاتر. یک نود و ششم یک استاتر فقط حدود ۰٫۱۴ گرم (۰٫۰۰۴۹ اونس) تا ۰٫۱۵ گرم (۰٫۰۰۵۳ اونس) وزن داشت. قطع‌های بزرگ‌تری نظیر سکه یک استاتری نیز ضرب می‌شد.
به دلیل تغییرات ترکیب الکتروم، تعیین ارزش دقیق هر سکه دشوار بود. این مشکل مانع از تجارت گسترده می‌شد زیرا ارزش ذاتی هر سکه الکتروم را نمی‌شد به سادگی تعیین کرد.این دشواری‌ها در حدود ۵۷۰ قبل از میلاد هتگامی که کروزید سکه‌های از طلای خالص و نقره معرفی شد از بین رفتند. اما واحد پولی الکتروم تا حدود ۳۵۰ پیش از میلاد، مرسوم باقی ماند. ساده‌ترین دلیل این موضوع این بود که به دلیل مقدار طلای موجود در سکه، یک استاتر ۱۴٫۱ گرمی به اندازه ۱۰ قطعه نقره ۱۴٫۱ گرمی ارزش داشت.

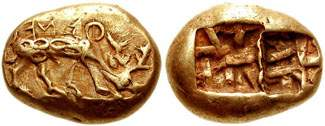
سکه‌های الکتروم از افسوس (شهر) ،۶۰۰-۶۲۰ قبل از میلاد
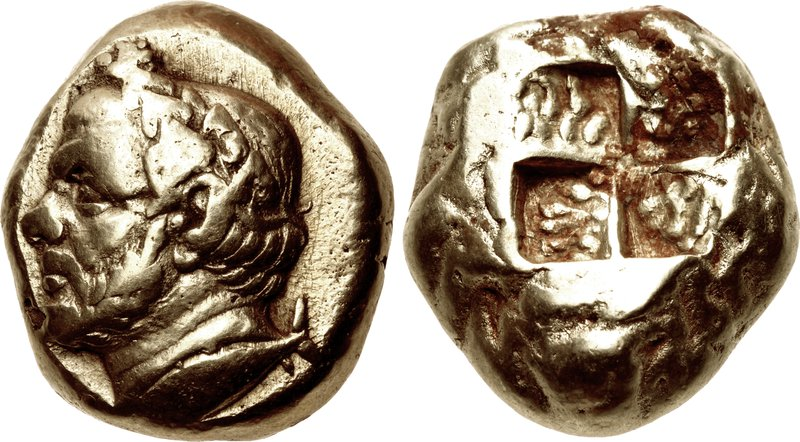
سکه الکتروم از شهر سیزیک، اوایل تا اواسط قرن چهارم قبل از میلاد.
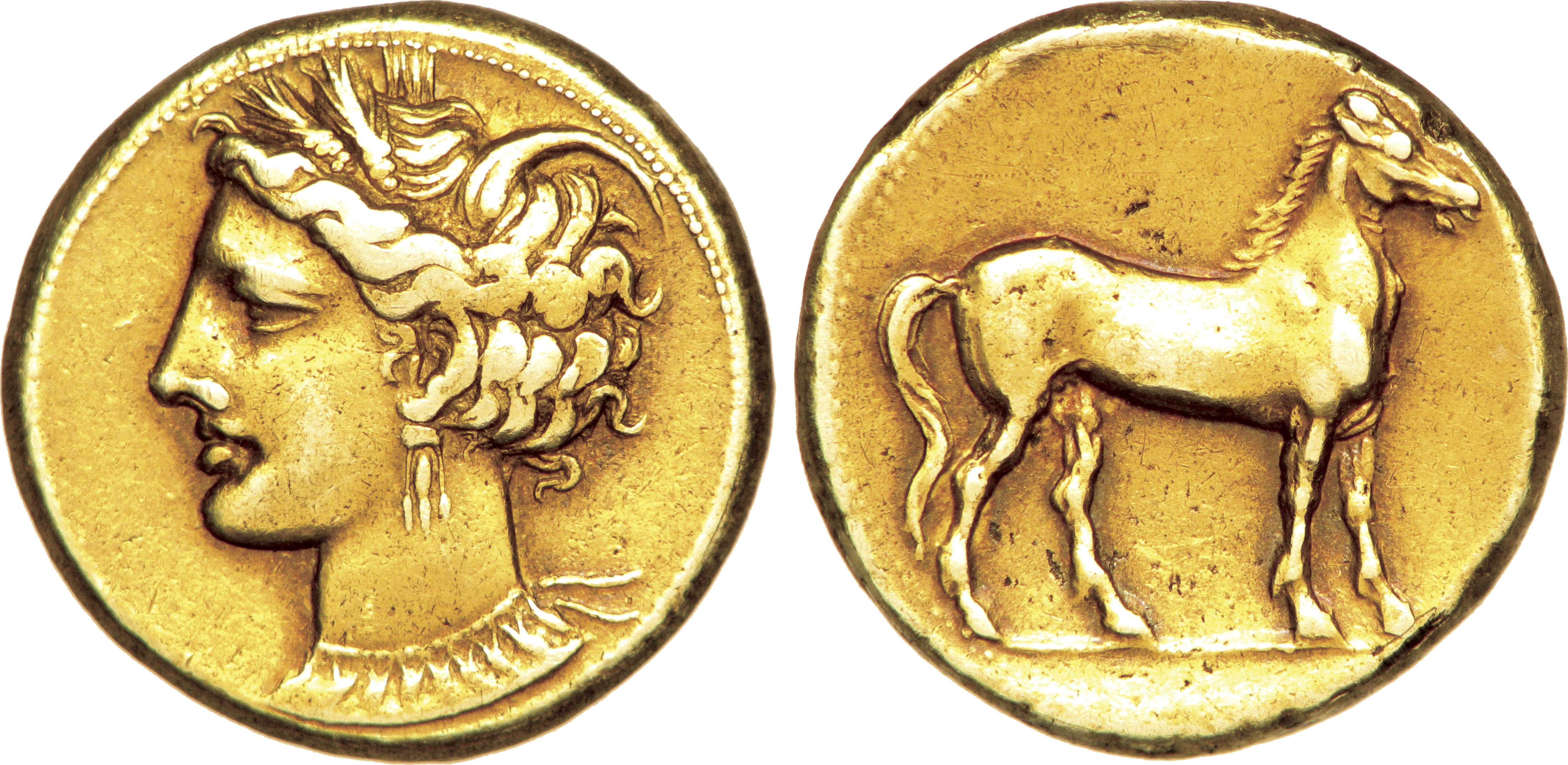
الکتروم استاتر،شهر کارتاژ،سال ۳۰۰ قبل از میلاد